# スルビアーテ
スルビアーテ（伊: Sulbiate）は、イタリア共和国ロンバルディア州モンツァ・エ・ブリアンツァ県にある、人口約4,400人の基礎自治体（コムーネ）。

## 地理

### 位置・広がり
モンツァ・エ・ブリアンツァ県東部に位置するコムーネで、県都モンツァから北東へ13km、ベルガモから西南西へ約21km、レッコから南へ約24km、州都ミラノから北東へ約27kmの距離にある。

#### 隣接コムーネ
隣接するコムーネは以下の通り。括弧内のLCはレッコ県所属を示す。
- アイクルツィオ - 北
- ヴェルデーリオ (LC) - 北東
- コルナーテ・ダッダ - 北東
- メッツァーゴ - 南東
- ベッルスコ - 南
- ヴィメルカーテ - 南西
- ベルナレッジョ - 西

### 気候分類・地震分類
気候分類では、zona E, 2426 GGに分類される。
また、イタリアの地震リスク階級 (it) では、zona 3 (sismicità bassa) に分類される。

## 行政

### 分離集落
スルビアーテには、以下の分離集落（フラツィオーネ）がある。
- Brentana, Cascina Cà, Sulbiate Inferiore, Sulbiate Superiore